# هنري لو كلارك
هنري لو كلارك (بالفرنسية: Henri Leclerc )‏ (و. 1870 – 1955 م) هو طبيب، وكاتب، من فرنسا، ولد في باريس، توفي عن عمر يناهز 85 عاماً بسبب نوبة قلبية.